# بياتريس غارسيا فيداجاني
بياتريس غارسيا فيداجاني (بالإسبانية: Beatriz García Vidagany)‏ مواليد 17 نوفمبر 1988 في بلنسية، هي لاعبة كرة مضرب إسبانية سابقة بدأت مسيرتها كمحترفة سنة 2005 وكانت تلعب باليد اليسرى، اعتزلت اللعب في ديسمبر 2015. أعلى تصنيف لها في الفردي كان المركز الـ 146 في سنة 2010. أعلى تصنيف لها في الزوجي كان المركز الـ 148 في سنة 2015.

## روابط خارجية
- بياتريس غارسيا فيداجاني على موقع رابطة محترفات التنس (الإنجليزية)
- بياتريس غارسيا فيداجاني على موقع الاتحاد الدولي لكرة المضرب (الإنجليزية)